# St. Stephanus (Gönnersdorf bei Bad Breisig)

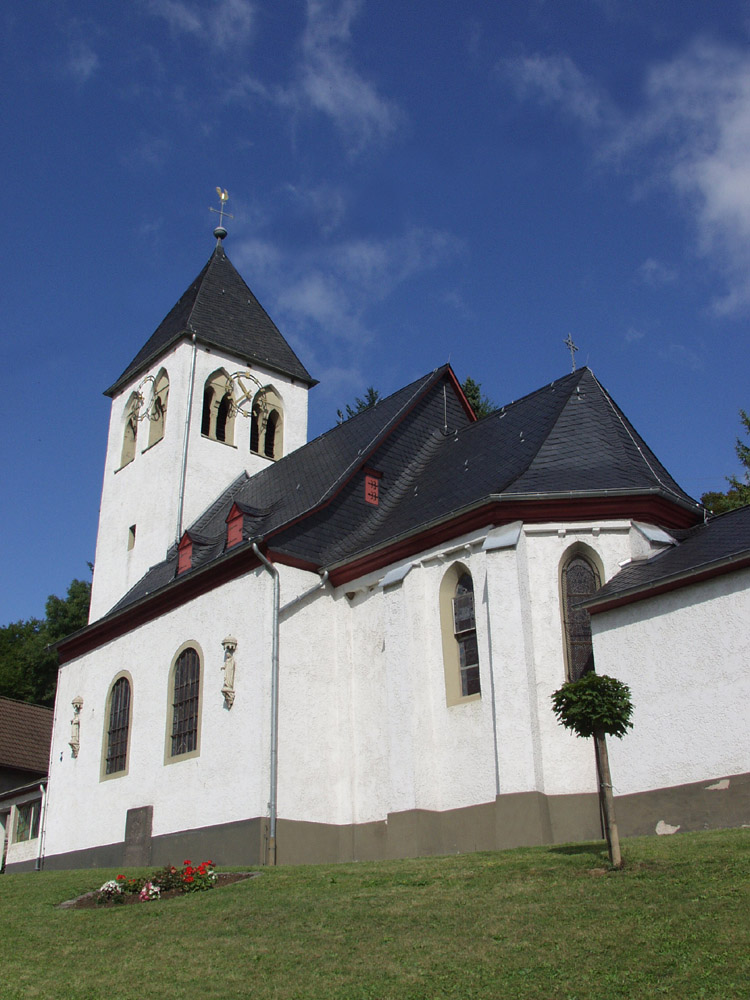
Kirche St. Stephanus in Gönnersdorf

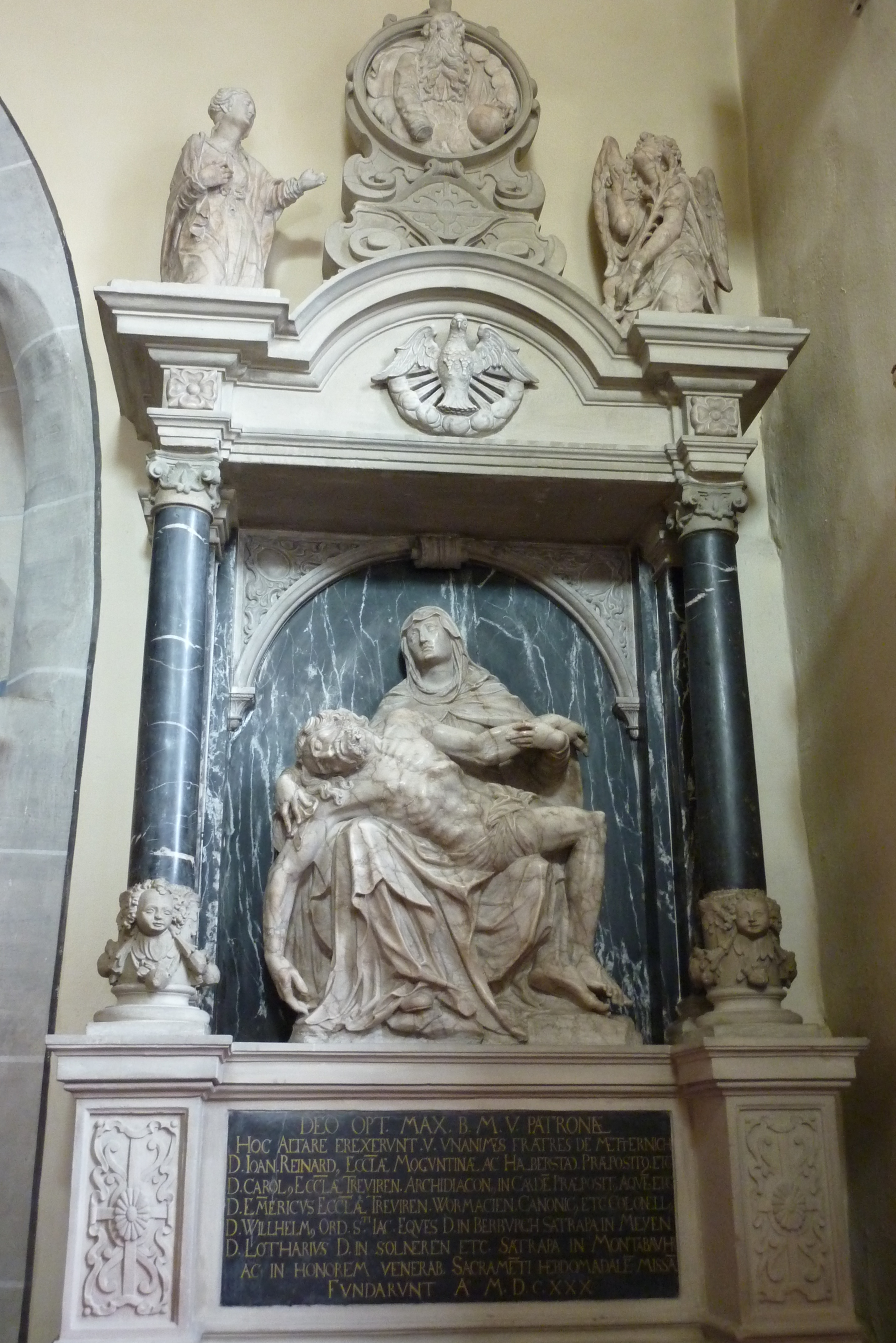
Südlicher Nebenaltar, genannt Metternichaltar

Die katholische Pfarrkirche St. Stephanus in Gönnersdorf, einer Ortsgemeinde im Landkreis Ahrweiler in Rheinland-Pfalz (Deutschland), wurde ursprünglich Ende des 13. Jahrhunderts errichtet. Die Kirche an der Hauptstraße 16a, die dem heiligen Stephanus geweiht wurde, ist ein geschütztes Baudenkmal.

## Geschichte
Der Kirchenbau des 13. Jahrhunderts wurde im 18. Jahrhundert verändert. Das Tuffsteingewölbe des Chors wurde abgebrochen und durch ein Holzgewölbe ersetzt. Zu dieser Zeit wurde auch das Kirchenschiff neu gebaut und der Turm renoviert. Eine Sakristei wurde um 1830 östlich an den Chor angebaut.

## Beschreibung
Der verputzte Bruchsteinbau besitzt einen quadratischen Westturm, ein zweiachsiges Kirchenschiff und einen eingezogenen, dreiseitig geschlossenen Chor. Der viergeschossige Turm wird von einem Zeltdach gedeckt. Das Obergeschoss hat auf jeder Seite von Blendbogen gerahmte spitzbogige Doppelöffnungen mit Zwischenpfeilern.

## Ausstattung
Der südliche Nebenaltar ist ein Gedenkaltar der Brüder Johann Reinhard von Metternich († 1637) und Wilhelm von Metternich (siehe Metternich) aus dem Jahr 1630. In der Nische, von zwei Marmorsäulen auf Engelfiguren gerahmt, ist ein Vesperbild aus weißem Marmor zu sehen. Über dem segmentförmigen Gebälk befindet sich eine Verkündigungsgruppe, dazwischen ist ein Rundmedaillon mit Gottvater vorhanden. Der Text auf der unten angebrachten Inschriftentafel lautet:

“DEO OPT[IMO] MAX[IMO] B[EATAE] M[ARIAE] V[IRGINI] PATRONAE HOC ALTARE EREXERVNT V[IRI] VNANIMES FRATRES DE METTERNICH D[OMINVS] IOAN[NES] REINARDVS ECCL[ESI]AE MOGVNTINAE AC HALBERSTAD[ENSIS] PRAEPOSITVS ETC. D[OMINVS] CAROLVS ECCL[ESI]AE TREVIREN[SIS] ARCHIDIACONVS IN CARDE[N] PRAEPOSITVS AQVE[NSIS] ETC. D[OMINVS] EM[M]ERICVS ECCL[ESI]AE TREVIREN[SIS], WORMACIEN[SIS] CANONICVS ETC. COLONELLVS D[OMINVS] WILHELM[VS] ORD[INIS] S[ANCT]I IAC[OBI] EQVES D[OMINVS] IN BERBVURGH, SATRAPA IN MEYEN, D[OMINVS] LOTHARIVS D[OMINVS] IN SOLNEREN ETC. SATRAPA IN MONTABAVHR AC IN HONOREM VENERAB[ILIS] SACRAME[N]TI HEBDOMA[DA]LE[M] MISSA[M] FVNDARVNT A[NN]O MDCXXX”